# Кеплер-10б
Кеплер-10б е екзопланета в съзвездието Дракон. Открита е от космическия телескоп на НАСА Кеплер, на който е кръстена, през януари 2011 г. след осеммесечни изследвания. Намира се в системата на звездата Кеплер 10.
Кеплер 10-б е най-близката по размер до Земята екзопланета, едва 1,4 пъти по-голяма от нашата планета. Предишният рекордьор е планетата Корот 7-б, около 1,7 пъти по-голяма от Земята. Също като Земята тя е камениста, но температурата е прекалено висока, за да се развива живот. Тя е много по-близо до своята звезда, която е много подобна на Слънцето, 20 пъти по-близо до нея отколкото Меркурий до Слънцето. За невъзможността за развитие на живот допринася и мощното електромагнитно излъчване.
Плътността на планетата е 8,8 пъти по-голяма от тази на водата, поради което се счита, че е съставена от метали и скали като Земята. Учените смятат, че тя винаги е обърната с едната си страна към своята звезда, което създава много по-високи температури на повърхността от земните, по-високи и от тези на лавата, което би могло да създаде океани от разтопен метал.
Според т.нар. „ловци на планети“ откриването на Кеплер 10-б е важна стъпка към откриването на планети, подобни на Земята, на които може да има живот.